# イリノイ (BB-7)
イリノイ（USS Illinois, BB-7）は、アメリカ海軍の戦艦。イリノイ級戦艦の1番艦。艦名はイリノイ州にちなむ。その名を持つ艦としては2隻目。

## 艦歴
イリノイは1897年2月10日にバージニア州ニューポート・ニューズのニューポート・ニューズ造船所で起工した。1898年10月4日にナンシー・レイターによって命名、進水し、1901年9月16日に初代艦長ジョージ・A・コンバース大佐の指揮下就役した。
チェサピーク湾での整調および訓練の後に、イリノイは1901年11月20日にルイジアナ州アルジャースに向けて出航し、新造浮き乾ドックの試験に使用された。1902年1月にニューポート・ニューズへ戻り、2月15日から2月28日までR・D・エヴァンズ少将の旗艦となり、この間にプロイセン王国の皇太子ハインリヒの歓迎式典を行っている。その後アレント・S・クラウニンシールド少将が座乗し1902年4月30日にニューヨークを出航、5月18日にナポリに到着し、ここでクラウニンシールド少将はヨーロッパ艦隊の指揮を執った。イリノイは訓練及び各種記念式典への参加任務に従事し、1902年7月14日にノルウェーのクリスチャニアで座礁、修理のためイギリスに戻らなければならなかった。イリノイは1902年9月1日までチャタムに留まり、その後地中海および南大西洋での艦隊演習に参加した。
イリノイは1903年1月10日にヨーロッパ艦隊から配置換えとなり、北大西洋に配属された。その後艦隊演習、砲術及び航海訓練、各種の式典に参加し1907年12月にグレート・ホワイト・フリートに合流し世界巡航に参加する。セオドア・ルーズベルト大統領による観閲の後、大艦隊はハンプトンローズから歴史的な巡航に出航した。大西洋艦隊はサンフランシスコ湾で1908年5月8日に太平洋艦隊と合流した。海軍長官による観閲の後、連合艦隊は巡航を続けた。艦隊はオーストラリア、日本、セイロン島および他の国々を訪れ、1909年1月3日にスエズに到着した。シチリアで地震が発生し、イリノイはコネチカット（USS Connecticut, BB-18）、カルゴア（USS Culoga, AF-3）と共にメッシーナへ向かった。被災者への支援活動の後、イリノイは1909年2月22日にハンプトンローズに帰還、艦隊と再合流する。艦隊の帰還後ルーズベルト大統領は観閲を行い、アメリカ海軍の威容を世界に向けて誇示した。イリノイは1909年8月4日にマサチューセッツ州ボストンで退役した。
イリノイは予備役として1912年4月15日に予備役艦隊で保管されたが、11月2日に再就役し、大西洋艦隊での冬季艦隊演習および戦闘演習に参加した。1913年および1914年の夏にイリノイは海軍兵学校の士官候補生を乗せヨーロッパへの訓練巡航を行った。1919年にはフィラデルフィア海軍造船所入りし、その後1921年10月23日に海軍民兵の訓練に使用するためニューヨーク州に貸し出された。

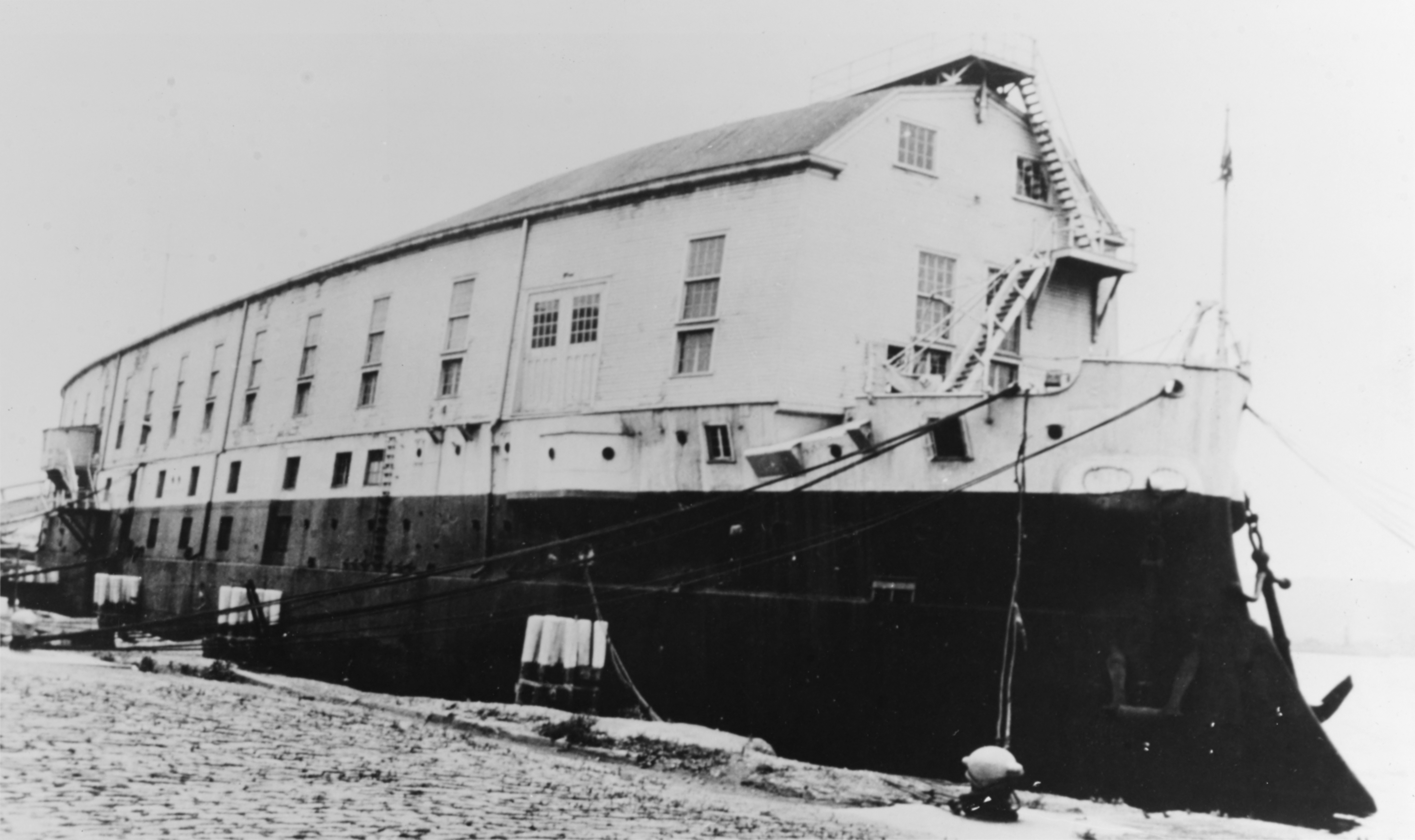
プレーリー・ステート IX-15

ワシントン海軍軍縮条約の結果イリノイは削減の対象となり、1924年にニューヨーク海軍工廠の兵器庫として使用されることとなり、ニューヨーク予備役艦隊に配属された。その後同所でイリノイは30年以上係留され、その間の1941年1月8日には IX-15 と船体番号が変更され、艦名はプレーリー・ステート（USS Prairie State, IX-15）と変更された。第二次世界大戦の間、プレーリー・ステートはニューヨークで海軍予備役兵の訓練学校として使用され、戦後は予備役部隊用の宿舎として1956年12月31日までニューヨーク州に貸し出された。
プレーリー・ステートは50年以上に及ぶ任務の後に、メリーランド州ボルティモアに牽引され、1956年5月18日にベスレヘム・スチール社にスクラップとして売却された。